# Екру
Екру (фр. Escroux) насеље је и општина у јужној Француској у региону Миди Пирене, у департману Тарн која припада префектури Кастр.
По подацима из 2011. године у општини је живело 51 становника, а густина насељености је износила 4,98 становника/km². Општина се простире на површини од 10,24 km². Налази се на средњој надморској висини од 730 метара (максималној 906 m, а минималној 570 m).

## Демографија
| 1962. | 1968. | 1975. | 1982. | 1990. | 1999. | 2011. |
| ----- | ----- | ----- | ----- | ----- | ----- | ----- |
| 44    | 114   | 82    | 71    | 62    | 49    | 51    |

График промене броја становника у току последњих година